# Факториальное простое число
В теории чисел факториальным простым числом называется простое число, на единицу ме́ньшее или на единицу бо́льшее факториала.
Несколько первых факториальных простых:
2 = 0! + 1 = 1! + 1,
3 = 2! + 1,
5 = 3! − 1,
7 = 3! + 1,
23 = 4! − 1,
719 = 6! − 1,
5039 = 7! − 1,
39 916 801 = 11! + 1,
479 001 599 = 12! − 1,
87 178 291 199 = 14! − 1, …
n! + 1 является простым числом при
n = 0, 1, 2, 3, 11, 27, 37, 41, 73, 77, 116, 154, 320, 340, 399, 427, 872, 1477, 6380, 26 951, 110 059, 150 209, 288 465, 308 084, 422 429
Всего известно 24 простых чисел вида n! + 1, причем число 2 можно получить двумя способами (как 0!+1 и 1!+1).
n! − 1 является простым числом при
n = 3, 4, 6, 7, 12, 14, 30, 32, 33, 38, 94, 166, 324, 379, 469, 546, 974, 1963, 3507, 3610, 6917, 21 480, 34 790, 94 550, 103 040, 147 855, 208 003
Всего известно 27 чисел  простых чисел вида n! - 1.
Никаких других факториальных простых по состоянию на 2023 год не известно.
Если ни предыдущее, ни последующее число для факториала n! не является простым, возникает относительно большой промежуток между двумя последовательными простыми, поскольку n! ± k делится на k для 2 ≤ k ≤ n. Например, простое, следующее за 6 227 020 777 = 13! − 23, равно 6 227 020 867 = 13! + 67 (то есть следуют 89 составных чисел). Заметим, что это не самый эффективный способ поиска больших интервалов между простыми числами. Так, например, между простыми 360 653 и 360 749 находятся 95 составных.